# Абдукторы

Абду́кторы (лат. abducere — букв. «отводить») — мышцы, отводящие части тела (например конечности, пальцы) в сторону от средней линии (например от средней линии туловища, кисти руки).
- Мышца, отводящая мизинец.
- Мышца, отводящая мизинец стопы.
- Мышца, отводящая большой палец стопы.
- Короткая мышца, отводящая большой палец кисти.
- Длинная мышца, отводящая большой палец кисти.